# Лотос (группа)
«Ло́тос» — советская рок-группа, образованная в Москве музыкантами Андреем Сапуновым и Александром Слизуновым. Будучи представителем так называемого «интеллектуального рока», коллектив не смог ориентироваться на форматы мейнстрима и просуществовал лишь два года, но название впоследствии использовалось Сапуновым для сольных выступлений.

## История
Знакомство вокалиста Андрея Сапунова и клавишника Александра Слизунова произошло летом 1978 года в рамках группы Стаса Намина. Год спустя Андрей покинул ансамбль и поступил в Гнесинское училище по классу вокала. Он успел поучаствовать в первых двух составах «Воскресения», а после окончания училища год отработал в группе «Олимпия», откуда и ушёл в ВИА «Самоцветы» с целью «купить квартиру для семьи».
Там вновь пересеклись их пути со Слизуновым, за это время успевшим основать группу «Круг» и покинуть её. Пока для Сапунова решался квартирный вопрос, товарищи не спеша работали над своим материалом. Слизунов писал к новым песням не только музыку, но и стихи, подписываясь именем актуальной на тот момент жены — «Ирина Фрадкина». В июне 1986 Андрей и Александр, покинув «Самоцветы», ушли в свободный полёт. Поддержку им оказал известный звукорежиссёр и владелец аппаратуры Михаил Капник, на первых порах также выполнявший роль барабанщика.

Участники группы в 1987 году (слева направо): Андрей Сапунов, Анатолий Шеванов, Михаил Капник, Александр Слизунов, Алексей Коробков

Вскоре группа устроилась на работу в Московскую областную филармонию. К ней присоединился Евгений Маргулис в качестве бас-гитариста. Почти сразу прямо у себя на репетиционной точке они начали записывать дебютный альбом. Помимо основного состава в работе участвовали гитарист Вадим Голутвин, именитый саксофонист Владимир Пресняков-старший и перкуссионист Алексей Коробков. В процессе работы в коллектив также влился бывший гитарист «Олимпии» Анатолий Шеванов. Готовый материал одно время издавался в виде магнитоальбома и лишь в апреле 1990 года выпущен на диске-гиганте фирмой «Мелодия».
В конце августа заскучавший Маргулис покинул группу, а осенью реорганизовал «Наутилус». Бас-гитару взял в руки Сапунов. В начале 1987 года безымянная пока группа представила песню «Свежий ветер» в программе «45 минут в воскресной студии» на радиостанции «Юность», где был объявлен конкурс на лучшее название. В итоге победил вариант «Лотос», предложенный самими музыкантами (согласно популярной версии — по названию стирального порошка, продаваемого тогда в советских магазинах). Коллектив и впоследствии сотрудничал с «Юностью», где участвовал в «Хит-параде Александра Градского» и стал его лауреатом. Кроме того, группа снималась на телевидении. Так, после выпуска «Утренней почты», снятого в Алуште, популярной стала шуточная песня «Евпатория».
В конце зимы «Лотос» начал выезжать на гастроли, как правило, в эстрадных сборных концертах. Капник вернулся «за пульт», а место у барабанов окончательно занял Коробков. В декабре 1987 года группа отметилась на второй «Рок-панораме», и хотя песня «Ветер с острова Борнео» вошла в итоговую пластинку фестиваля, публика, жаждавшая металла и хард-рока, музыку «Лотоса» приняла прохладно. Минусом официального статуса стало то, что группа была принуждена давать по тридцать (а то и больше) концертов в месяц, причём не имело значения, где, с кем и для кого. В частности, летом 1988 года «Лотосу» довелось играть на стадионе «Крылья Советов» в более чем странной компании с трэшевым «Мастером».

Интересно, вот сколько бы вы выдержали концертов, когда с самой первой ноты вас встречает свист, плевки, крики «Металл давай!..»? Я бы недолго. Ситуацию чуть спасало то, что уже через несколько минут после начала концерта, который всегда открывал «Лотос», фанаты в железе и коже на каком-то подсознательном уровне, как правило, начинали понимать, что звучит что-то настоящее, и успокаивались. А вот музыканты «Мастера», «Рондо» и «Браво» почти всегда слушали «Лотос» из зала.— Сергей Миров
К этому времени в группе наметился серьёзный кризис. После июльского выступления в Одессе её покинул уставший от проблем Слизунов, а в августе и остальные участники «Лотоса» решили расстаться. Шеванова и Коробкова пригласили в группу «Капитан» тогда входившего в моду Владимира Преснякова-младшего. Позже оба играли в «Карнавале», а Шеванов записывался с «АТС». Капник организовал компанию Silence Pro, а Слизунов стал аранжировщиком и композитором вокального квартета «Доктор Ватсон», названного по одноимённой песне из репертуара «Лотоса».
С распадом группы Сапунов некоторое время работал в театре имени Ленинского комсомола и принимал участие в его гастролях. Вскоре он образовал творческий дуэт с другом и коллегой по «Самоцветам» — клавишником Андреем Миансаровым. В феврале 1990 года, всё ещё под эгидой «Лотоса», они участвовали в юбилейном концерте «Воскресения» в Лужниках, а затем, в компании с «СВ» и рядом других российских групп — в экологической акции «Рок чистой воды» на борту теплохода «Капитан Рачков».
В 1989—1990 годах Сапунов и Миансаров записали со звукорежиссёром Игорем Клименковым несколько новых композиций на студии МХАТ имени А. П. Чехова, впоследствии распространявшихся на аудиокассетах. Среди них были номера на тексты Александра Бутузова, а также песня «Если желанья бегут словно тени…» на стихи русского философа Владимира Соловьёва. Данный материал почти полностью был перезаписан ими уже в составе группы «СВ» в 1991 году на студии театра «Ленком». Работа была издана на кассетах и дисках в 1993 году как соло-альбом Сапунова «Звон», а в 1994-м — в рамках «Коллекции СВ», под заголовком «Я знаю» и с отличием в одну композицию.
Чуть позже Сапунов сменил Евгения Казанцева в трио экс-лидера «СВ» Алексея Романова, а в апреле 1994 года они возродили классический состав «Воскресения». Большинство остальных участников «Лотоса» так или иначе сотрудничали с данной группой: Маргулис и Коробков становились в разное время её участниками, Миансаров играл на клавишных в альбоме «Не торопясь» как приглашённый музыкант, Капник продюсировал выступления коллектива на различных крупных площадках, а Слизунов готовил оркестровые аранжировки репертуара для концерта в 2009 году в сопровождении студенческого оркестра Академии имени Маймонида.
В 1997—1999 годах Сапунов предпринял попытку вновь собрать «Лотос» из старых участников, но на предложение откликнулись лишь Миансаров и Коробков. Под негласным названием «трио Сапунова» они выступили несколько раз на телевидении с песнями диска «Звон» и некоторыми новинками, позднее изданными на диске «Не торопясь». Состав трио впоследствии неоднократно обновлялся, а сам проект просуществовал вплоть до смерти Сапунова в 2020 году.

## Дискография

### Виниловые пластинки
- 1990 — Лотос

### Магнитоальбомы
- 1987 — Лотос (пять песен из семи, изданных на пластинке, и одна невошедшая композиция)
- 1989 — Запись на студии МХАТ имени А. П. Чехова
- 1990 — Лотос (записи 1989—1990 гг. и три песни 1986—1987 гг.; фактически демо-версия альбома «Звон»)

### Концертные альбомы
- 1987 — 45 минут в воскресной студии (выпуск 1) (песня «Кот Бегемот»)
- 1988 — Рок-панорама-87 (песня «Остров Борнео»)

## Состав
- Андрей Сапунов — вокал, гитара, бас-гитара (1986—1990; умер в 2020)
- Александр Слизунов — клавишные (1986—1988)
- Михаил Капник — драм-машина, звукорежиссёр (1986—1988)
- Евгений Маргулис — бас-гитара (1986)
- Анатолий Шеванов — гитара (1986—1988; умер в 2023)
- Алексей Коробков — ударные, перкуссия (1987—1988)
- Андрей Миансаров — клавишные, драм-машина (1989—1990)